# Thanduyise Khuboni
Thanduyise Khuboni (Durban, 22 maggio 1986) è un ex calciatore sudafricano, di ruolo centrocampista.